# Jacob Barrett Laursen
Ne doit pas être confondu avec Jacob Thaysen Laursen.
Jacob Barrett Laursen, né le 17 novembre 1994 à Arden au Danemark, est un footballeur danois. Il évolue au poste d'arrière gauche au BK Häcken.

## Biographie

### En club

#### Formation à l'OB Odense
Laursen est très vite repéré par un club phare du pays, à savoir l'AaB Ålborg. En 2012, il signe à la Juventus FC afin d'y poursuivre sa formation. Ne parvenant pas à intégrer l'équipe professionnelle, il retourne dans son royaume natal l'année suivante sous la forme d'un prêt à l'OB Odense. 
Il entame sa carrière professionnelle le 11 septembre 2013 face au FC Udfordringen, en Coupe du Danemark. Deux mois plus tard, il fait ses débuts en Superliga alors que son équipe est vaincue 3-1 contre le FC Vestsjælland. Laursen doit attendre le 24 septembre 2017 pour marquer son premier but chez les pros, face au Randers FC.

#### Arminia Bielefeld
Il passe ensuite dans les rangs de Bielefeld avec qui il débute en septembre 2020, les Westphaliens partageant contre l'Eintracht Francfort lors de la journée inaugurale de Bundesliga (1-1). Le Danois inscrit son premier goal sous ses nouvelles couleurs à l'occasion d'une rencontre de Coupe d'Allemagne face au SpVgg Bayreuth.

#### Standard de Liège
Après deux saisons en Rhénanie-du-Nord-Westphalie, Laursen est transféré au Standard de Liège. Il découvre la Pro League le 31 juillet 2022, ne pouvant empêcher les Rouches de subir la loi du KRC Genk (3-1).

#### BK Häcken
Après seulement vingt-huit matchs en Belgique, le Danois part pour le champion de Suède en titre, le BK Häcken. Le Standard, qui avait récupéré Laursen gratuitement, tire un peu moins de 500 000 euros du transfert.